# Vol Sierra Pacific Airlines 802
Le vol Sierra Pacific Airlines 802 est un vol charter reliant Bishop à Burbank, en Californie, qui s'est écrasé le soir du 13 mars 1974. L'appareil, qui transportait une équipe de tournage, s'est écrasé sur le pic White Mountain pour des raisons indéterminées, tuant ses 36 occupants. À ce jour, cet accident aérien reste l'un des trois seuls accidents non résolus par le Conseil national de la sécurité des transports (NTSB), ainsi que le quatrième crash le plus meurtrier impliquant un Convair 440.

## Avion
L'aéronef impliqué est un Convair 440-38 Metropolitan immatriculé N4189C (numéro de série 138). Il a été acheté par Sierra Pacific Airlines (en) à Aspen Airways (en) le 11 novembre 1973. Son premier vol a eu lieu en 1953 et il totalise 41 112 heures de vol au moment de l'accident. Sa dernière inspection majeure remontait au 31 janvier 1974. Cet appareil est équipé de deux moteurs Pratt & Whitney R-2800 Double Wasp, mais n'est équipé ni d'un enregistreur de paramètres (FDR), ni d'un enregistreur phonique (CVR), ce qui n'est alors pas obligatoire à cette époque.

## Équipage
Le commandant de bord Albert J. Evans (50 ans) est employé par Sierra Pacific Airlines depuis le 9 septembre 1973. Il totalise 9 902 heures de vol, dont 1 742 heures sur Convair 240 et sur Convair 340/440 ; il est également qualifié sur Douglas DC-3, Martin 2-0-2 et Martin 4-0-4. Il a déjà atterri à Bishop huit fois avant l'accident ; trois de ces vols ont été effectués de nuit et trois autres dans les 90 jours précédant l'accident.
Le copilote Paul T. Dennis (26 ans) est employé par la compagnie aérienne depuis le 15 octobre 1973. Il cumule 2 845 heures de vol à son actif, dont 2 500 heures sur Convair 340/440. Il a atterri à Bishop cinq fois au cours des 90 jours précédents, dont une approche effectuée de nuit. Il avait contracté la grippe pendant les quatre jours précédant son arrivée au travail, le matin du 13 mars.
Il y a également un pilote observateur à bord, Howard R. West (45 ans). Il est commandant de bord en formation chez Sierra Pacific Airlines. Il est qualifié sur Convair 240/340/440 et compte 8 831 heures de vol, dont 5 992 heures sur Convair. Il avait occupé le strapontin du poste de pilotage à cinq reprise avant le jour de l'accident, mais n'a effectué aucun atterrissage à Bishop avant le soir du 13 mars.
Il y a une hôtesse de l'air, Mary Joanne Parker (19 ans), qui travaille pour la compagnie aérienne depuis le 14 novembre 1973.

## Accident
Le vol 802 a été affrété par Wolper Productions, alors propriété de David L. Wolper (en), pour transporter des acteurs et une équipe de tournage entre Mammoth Lakes et Burbank. L'équipe tournait un épisode intitulé The Struggle for Survival, dans le cadre de l'émission spéciale Primal Man. Le tournage s'est déroulé du 11 au 13 mars à la station de sports d'hiver de Mammoth Mountain, et Sierra Pacific Airlines a été affrété pour ramener l'équipe à Burbank pour la suite du tournage à Malibu le matin du 15 mars.
Le Convair 440 utilisé pour ce vol charter doit d'abord effectuer, à 15 h 45, un vol régulier de passager entre l'aéroport Hollywood Burbank à l'aéroport de Mammoth Yosemite (en) le jour de l'accident. Cependant, un fusible défaillant dans le générateur électrique de l'avion a entraîné des retards. À 17 h 30, le fusible a été réparé, mais en raison de l'heure tardive, un décollage de nuit aurait été nécessaire depuis l'aéroport de Mammoth Yosemite. L'aéroport étant limité uniquement aux opérations de jour, le vol 802 a été reprogrammé pour récupérer l'équipe de tournage à l'aéroport régional d'Eastern Sierra (en), situé à 72 km au sud de Mammoth Lakes.

### Déroulement des faits
À 19 h 10, l'équipage a contacté la station d'information de vol (en) (FSS) de Tonopah pour annuler son plan de vol à vue (VFR) et déposer un plan de vol aux instruments (IFR) pour le trajet entre Bishop et Burbank, avec un départ prévu à 20 h 00. L'avion a atterri à Bishop, en provenance de Burbank, à 19 h 20. Aucun problème n'a été signalé avec l'avion. Les bagages et le matériel de tournage ont été chargés à bord de l'avion, sous la supervision du pilote observateur, Howard R. West.
Le vol 802 a quitté la porte d'embarquement à 20 h 20 et a décollé de la piste 12 peu après. L'équipage a ensuite demandé l'activation de son autorisation de vol IFR. La FSS de Tonopah a indiqué qu'il devrait rappeler afin de lui communiquer cette autorisation. À 20 h 24, les pilotes ont signalé à la FSS de Tonopah qu'ils étaient en montée VFR au-dessus de Bishop, en attente d'autorisation. À 20 h 28, le responsable de la FSS de Tonopah a tenté de joindre le vol 802 par radio, mais sans succès ; les tentatives répétées pour le contacter ont été infructueuses. 
À 20 h 36, le directeur de l'aéroport régional d'Eastern Sierra a appelé la FSS de Tonopah pour s'enquérir de la situation du vol 802, précisant qu'une explosion et un incendie avaient été signalés prés du pic White Mountain, à l'est de l'aéroport. Le responsable a alors conclu que le vol 802 s'était écrasé. L'avion a percuté le versant nord d'une crête montagneuse située à 8,4 km de l'aéroport, à une altitude de 6 070 pieds (environ 1 850 m).
Des témoins au sol ont observé l'avion peu avant son crash. L'avion se dirigeait vers le sud, parallèlement à la chaîne de montagnes. Les moteurs émettaient un bruit régulier, et l'avion semblait prendre progressivement de l'altitude. Aucun témoin n'était présent pour observer le décollage, ni la montée initiale. Tous les témoins ont noté que la nuit était très sombre, qu'il n'y avait pas de lune et que les montagnes n'étaient pas visibles dans le ciel nocturne.
Mike Antonio, pilote chez la Western Helicopter Company, et le Dr. Dave Sheldon, médecin, se sont rendus sur les lieux du crash. Ils ont constaté que l'avion avait été complètement détruit à l'impact. Ils ont passé 30 minutes à chercher d'éventuels survivants, mais aucune des 36 personnes présentes à bord n'a été retrouvée en vie. Des responsables de la Federal Aviation Administration (FAA), du bureau du médecin légiste du comté d'Inyo et du FBI ont aidé à transporter les corps des victimes vers une morgue improvisée à Bishop pour l'identification.

## Enquête
Tous les occupants de l'avion sont décédés des suites de blessures traumatiques. Des autopsies ont été pratiquées sur les membres de l'équipage et les analyses toxicologiques n'ont révélé aucune trace de drogue, de monoxyde de carbone ou d'alcool. Aucun dysfonctionnement au niveau de la structure ou des différents systèmes de l'avion n'a été constaté avant l'impact.
On ignore exactement quand l'avion a décollé et s'est écrasé. Les enquêteurs ont déterminé que l'avion n'a pas pu voler plus de six minutes (de 20 h 22 à 20 h 28). Le manuel d'exploitation de Sierra Pacific Airlines ne prévoyait aucune procédure spécifique de montée après le décollage depuis l'aéroport régional d'Eastern Sierra, mais de nombreux pilotes de la compagnie ont déclaré qu'un virage initial à droite en direction de Bishop, loin des montagnes, était habituel.
L'aéroport ne disposait pas d'équipement de mesure de distance (DME) au moment de l'accident. En raison du relief montagneux à proximité de l'aéroport, la procédure de montée initiale IFR imposait une montée à vue jusqu'à 8 000 pieds (2 438 m) dans un rayon de 2 milles nautiques (4 km) autour de l'aéroport. L'absence d'équipement DME à l'aéroport obligeait les pilotes à rester vigilants et à respecter ces instructions pour éviter le relief. Les pilotes ont effectué une montée initiale VFR, en raison de la visibilité de 30 milles (56 km) en pleine nuit, malgré l'obscurité totale. Si la visibilité réelle avait été de 2 milles ou moins, un départ IFR aurait été nécessaire.
On ne sait pas exactement pourquoi l'équipage a décidé de voler vers l'est, en direction des montagnes, au lieu de rester à l'ouest, en direction de Bishop, située dans la vallée. On pense que l'excellente visibilité (malgré l'obscurité) a incité l'équipage à négliger la distance de sécurité par rapport à l'aéroport pendant la montée.
Il est possible qu'une distraction ait également détourné l'attention de l'équipage de l'avion pendant la montée. Cependant, l'avion n'ayant rencontré aucun problème mécanique, aucune raison logique n'a pu expliquer ce relâchement. La maladie antérieure du copilote et sa fatigue ont pu dégrader ses performances. Le pilote-observateur a également pu distraire le commandant de bord et le copilote pendant le vol.